# Дзедушицкий, Валериан
Граф Валериан (Валерий) Викторин Дзедушицкий (1754 — 10 марта 1832) — польский патриотический деятель, путешественник и учёный. Староста серебринский (с 1775), подкоморий польский и австрийский (1775), камергер королевский (1786).

## Биография
Представитель польского дворянского рода Дзедушицких герба «Сас». Старший сын генерал-поручика коронных войск и чашника великого коронного, графа Тадеуша Дзедушицкого (1724—1777), и Саломеи Жозефы Биберштейн-Трембицкой. Младшие братья — Юзеф Каласантий, Антоний Баптист Базилий и Вавринец.
Получил образование во Львове и Вене. Пользовался уважением австрийской императрицы Марии Терезии и её сына-преемника Иосифа II. В 1775 года получил староство серебринское и должность подкомория коронного и австрийского. Первый из поляков получил должность камергера австрийского.
Владел большими имениями на Подолии, пытался организовать экспорт зерна по Днестру в российский порт Одессу. В 1785 году совершил поездку по Днестру, чтобы изучить возможность сплава товаров по реке из Подольского и Брацлавского воеводств. Взял с собой 2500 бушелей пшеницы и других товаров. 16 июня 1785 года он отплыл из Ладавы. Зерно в двух судах принадлежало магнату Протасию Потоцкому, занимавшемуся торговлей польскими товарами по Черному морю. Валериан Дзедушицкий прибыл в Стамбул, где смог продать зерно по не очень выгодной цене. В качестве награды за своё путешествие получил от короля Станислава Августа Орден Святого Станислава.
Сторонник реформ Четырехлетнего сейма (1788—1792). После принятия конституции 3 мая 1791 года дал согласие освободить от подданства десятки своих учеников. После Второго раздела Речи Посполитой (1793) Валериан Дзедушицкий переехал в австрийскую Галицию, но не сложил с себя присяги на верность польской короне. В 1794 году являлся сторонником Тадеуша Костюшко во Львове. Оказывал польским повстанцам материальную и дипломатическую помощь, но одновременно был горячим сторонником Австрии. Валериан Дзедушицкий стал посредником между повстанческими властями и венским двором, которому предоставил меморандум о желании посадить на королевский престол Речи Посполитой австрийского эрцгерцога. После подавления восстания 1794 года стал лидером подпольной организации во Львове и вскоре был арестован за попытку организовать восстание в Галиции. После Третьего раздела Речи Посполитой (1795) был главным организатором патриотического заговора в Галиции, стоял во главе центральной ассамблеи во Львове, которая претендовала на верховную власть на территории бывшей Речи Посполитой.
В 1797-1800 годах граф Валериан Дзедушицкий провёл в австрийской темнице в Оломоуце. После своего освобождения из заключения прекратил заниматься политикой, вёл себя лояльно к австрийской администрации, поселился в своем имении и в дальнейшем занимался хозяйством и изучением природы.

## Семья
Был дважды женат. В 1776 году женился на Жозефе Понинской (1738—1796), дочери подскарбия королевского Юзефа Понинского и Юзефы Марианны Калиновской. Дети:
- Станислав Костка Антоний Тадеуш Дзедушицкий (1776—1841), камергер австрийский
- Людвик Бенедикт Винцент Дзедушицкий (1778—1851), камергер австрийский
- Аниела Дзедушицкая
- Юлия Дзедушицкая

В 1796 году вторично женился на Анне Гловацкой, от брака с которой имел единственную дочь:
- Эмилия Дзедушицкая (1802—1832), жена с 1826 года графа Евгения Дзедушицкого (1801—1857)